# Josep Cruells i Rodellas
Josep Cruells i Rodellas (Alpens, Lluçanès, 28 de setembre de 1929 - Vic, Osona, 10 d'agost de 2008) fou un sacerdot català.
Ordenat de prevere el 27 de juny de 1954, fou rector de les parròquies de Gurb, Vespella i, des de 1963, rector de Sant Roc de Cantonigròs i custodi del santuari de Sant Julià de Cabrera. Més tard també fou nomenat rector de Sant Pere de Falgars. Fou un gran animador cultural i artífex de la continuïtat del Concurs Parroquial de Poesia de Cantonigròs fundat per Joan Triadú i Jordi Cots l'any 1944. Per aquest motiu, el 2004 va rebre el Premi d'Actuació Cívica de la Fundació Lluís Carulla. Morí el 10 d'agost de 2008.